# Gymnostomiella vernicosa
Gymnostomiella vernicosa là một loài Rêu trong họ Pottiaceae. Loài này được (Hook. ex Harv.) M. Fleisch. mô tả khoa học đầu tiên năm 1904.